# Alasdair Dougal Mackey
Alasdair Dougal Mackey ist Astronom und Associate Professor an der Australian National University.
Er promovierte im Jahr 2004 mit dem Thema Structural and dynamical evolution of massive stellar clusters an der University of Cambridge. Mackey forscht auf dem Gebiet der Sternhaufen, Entstehung und Entwicklung von Galaxien mit einem Fokus auf die Galaxien der Lokalen Gruppe.